# Свидетельство о заключении брака
Свидетельство о заключении брака — официальный документ, подтверждающий, что два человека состоят в браке. В большинстве законодательств свидетельство о заключении брака выдаётся государственным служащим только после регистрации записи акта гражданского состояния.
В некоторых странах, особенно в Соединенных Штатах, свидетельство о заключении брака является официальным документом о том, что два человека прошли церемонию бракосочетания, включая те страны, где не существует разрешения на брак. В других странах свидетельство о заключении брака служит двойной цели: предоставление разрешения на брак, а затем подтверждение того же документа и записи факта, что брак заключён.
Свидетельство о заключении брака может потребоваться по ряду поводов, например в качестве доказательства изменения имени одной из сторон, по вопросам законнорождённости ребёнка, во время бракоразводного процесса, как часть генеалогической истории и других целей.

## Соединённые Штаты Америки

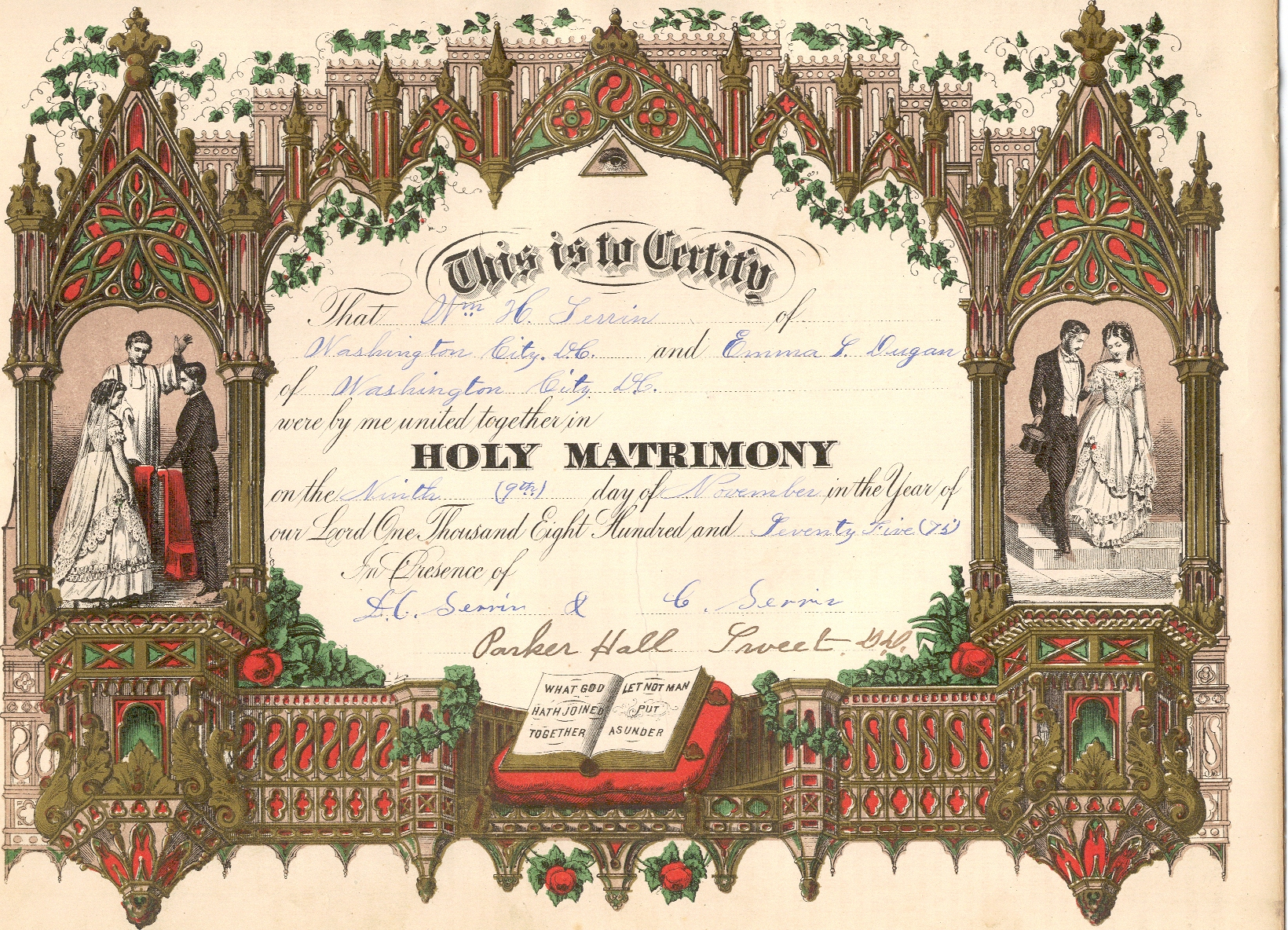
Свидетельство о заключении брака, 1875 год, США

В Соединенных Штатах свидетельство о заключении брака представляет собой запись о заключении брака на том же документе, что и разрешение на брак или заявление о заключении брака.
В то время, как каждое государство создает свою собственную форму записи браков, большинство штатов имеют определённую часть в документе для записи, которая завершается должностным лицом, выполняющим церемонию по её окончании. В некоторых штатах эта часть также включает в себя место, в котором указывается об изменении имени одной из сторон, если таковое имеет место (свидетельство о заключении брака может быть использовано в качестве доказательства законности изменения имени, но не доказательством, что оно изменено). Если места для указания смены имени не было, то имя изменяется по запросу в государственные органы с предоставлением доказательств заключения брака.

## Англия и Уэльс
1 июля 1837 года в Англии и Уэльсе введена регистрация актов гражданского состояния, обеспечивающая централизованный учёт всех рождений, смертей и браков. Главный регистратор назначался с общей ответственностью, страна разделена на регистрационные округа, каждый из которых управляется руководителем регистрационного бюро. В рамках этой системы все свадебные церемонии удостоверялись выдачей свидетельства о заключении браке, сведения о котором хранятся централизованно. С этой даты свадебные церемонии могут проводиться и сертификаты выдаваться либо священнослужителем церкви Англии, в приходской церкви или с помощью служащего офиса регистрации актов гражданского состояния. Браки, выполненные в соответствии с церемоний квакеров и евреев также признаются в качестве законных браков о чём выдаются свидетельства о заключении брака.
Свидетельство о заключении брака выдается паре, вступившей в брак. Копии регистрируются в двух реестрах: один в церкви или офисе регистрации актов гражданского состояния; второй, когда реестр заполнен, отправляется руководителю регистрационного бюро округа. Каждый квартал, министр или регистратор актов гражданского состояния готовит ещё копию всех записей браков и отправляет их Главному регистратору.

## Австралия
Хотя брак в Австралии регулируется федеральным законом, регистрация браков происходит в рамках соответствующих государственных законов, и свидетельство о заключении брака выдаётся ответственным государственным должностным лицом после регистрации.

## Германия

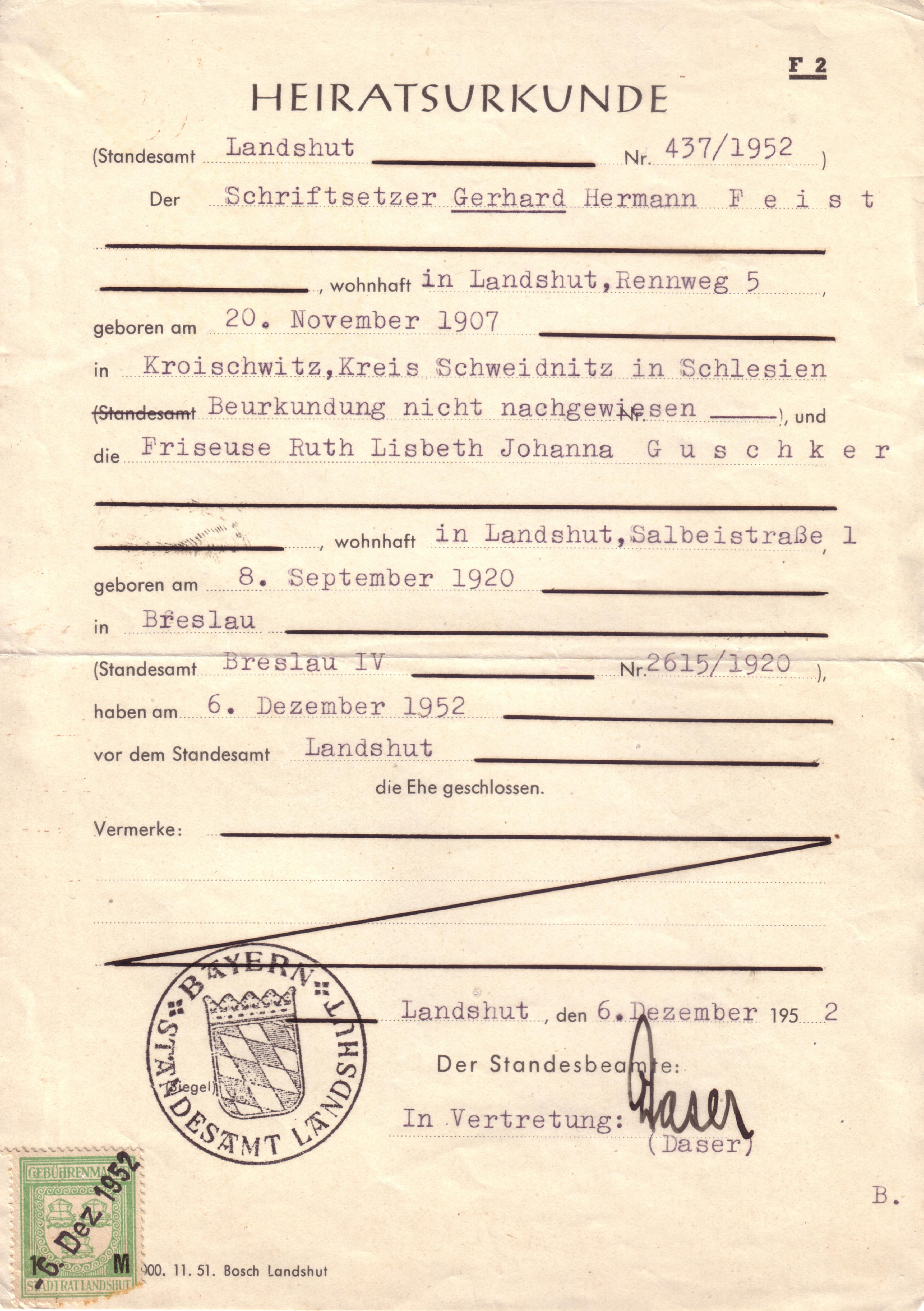
Свидетельство о браке 1952 г.

Свидетельство о заключении брака (§ 57 Закона о гражданском состоянии 1937 г.) в Германии является одним из видов записи актов гражданского состояния, получило правовой статус с 1 января 2009 года. Свидетельство о заключении брака изготавливается регистратором (клерком в ЗАГСе), заносится в реестр о браке и заверяется нотариально (подпись, печать). В некоторых частях свидетельства о браке может содержаться указание на прежнюю фамилию.
В свидетельстве указываются:
- Имена и фамилии супругов, место и дата рождения, а также правовая принадлежность супруга к религиозной общине, при условии, что членство следует из регистрационной записи;
- Место и дата вступления в брак.

О расторжении брака — основания и дата развода — указывается в конце свидетельства о заключении брака аналогично записи в реестре; то же самое в случае смерти одного из супругов или по имеющемуся судебному решению о расторжении брака.
С 1 января 2009 года по 15 августа 2013 установление размера пошлины на заключение брака согласно упразднённому § 72 PStG относилось к предмету компетенции земель.

## Италия
В соответствии с законодательством Италии, после проведения церемонии бракосочетания по итальянским традициям, регистратор обязан подготовить свидетельство о заключении брака. Документ должен содержать, в соответствии со ст.64 Указа Президента № 396/2000, следующую информацию:
- Имя, фамилию, место и дата рождения, гражданство и место жительства супругов; имя, фамилия, дата и место рождения, место жительства двух свидетелей;
- Дата объявления будущих супруга и супруги о предстоящем браке;
- Справка об отсутствии законных препятствий;
- Отметка о разъяснении молодоженам статей 143 (права и обязанности супругов), 144 (место проживания супругов) и 147 (права и обязанности супругов по отношению к детям) Гражданского кодекса[итал.][4];
- Заявление о намерении заключить брак от каждого индивидуально;
- Место бракосочетания (если не в муниципалитете);
- отметка регистратора о проведённой церемонии бракосочетания.

Свидетельство о заключении брака, в дополнение к необходимой информации, также может содержать иные данные (например признание внебрачного ребёнка или определение режима супружеской собственности).
После составления свидетельства оно подписывается парой, свидетелем и регистратором. Материалы о заключённом браке затем направляются в соответствующий реестр браков.
Как правило, свидетельство о заключении брака является единственным доказательством брака и семейного положения. Тем не менее в случае утраты свидетельства, его можно восстановить.

## Россия

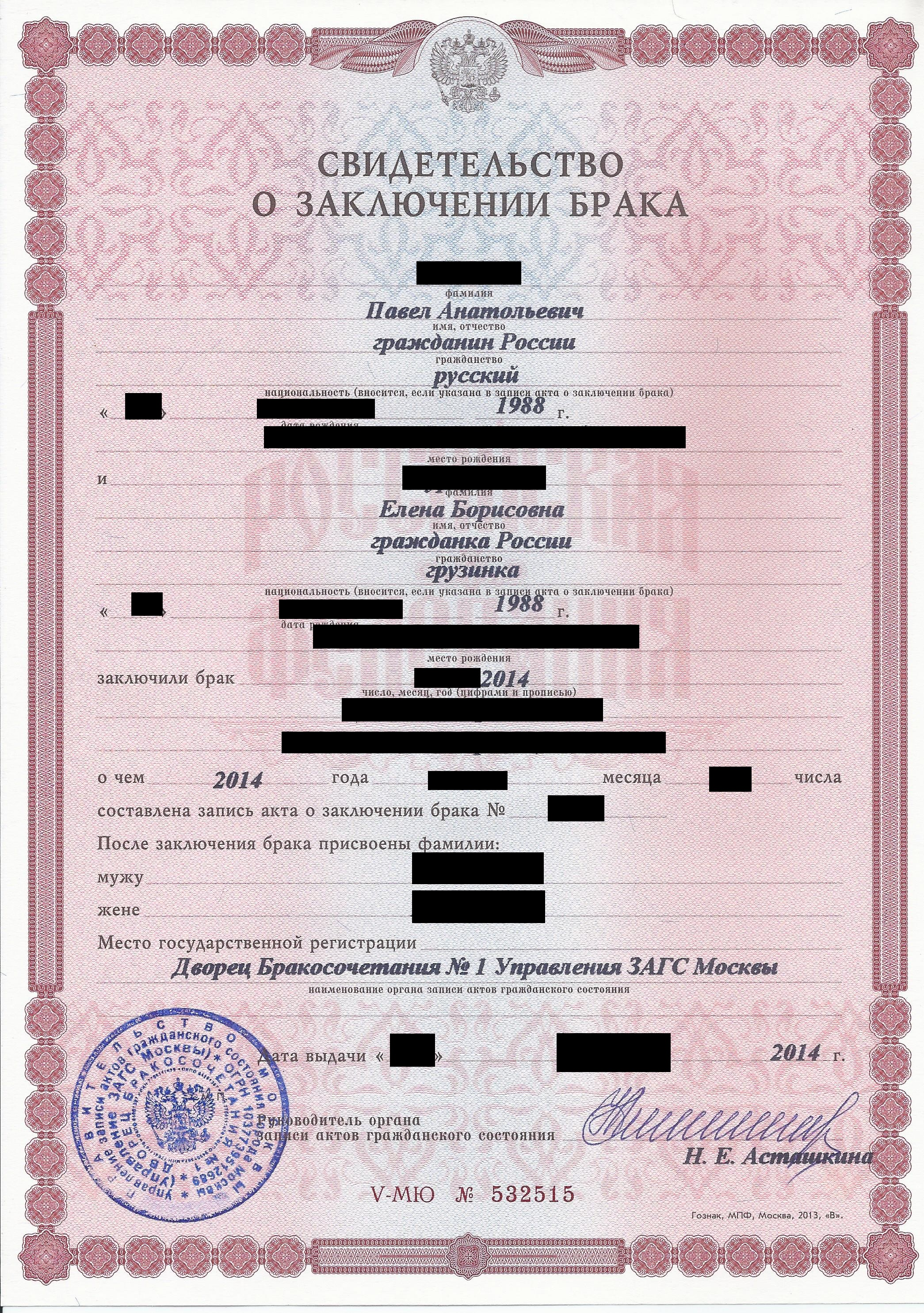
Свидетельство о заключении брака в России

Свидетельство о заключении брака — это единственный имеющий юридическую силу документ о регистрации брака. Выдаётся в удостоверение факта государственной регистрации акта гражданского состояния, подписывается руководителем органа ЗАГС и скрепляется его печатью. Форма свидетельства о браке утверждена приказом Министерства Юстиции РФ от 25 июня 2014 года № 142.
За государственную регистрацию актов гражданского состояния взимается государственная пошлина в размере 350 рублей.
Для вступления в брак заинтересованные лица должны подать совместное заявление, подтверждающее взаимное добровольное согласие на заключение брачного союза, а также об отсутствии обстоятельств, препятствующих вступлению в брак. Будущие супруги подписывают совместное заявление и указывают дату его составления. Одновременно с заявлением необходимо предоставить документы, удостоверяющие личность будущих супругов; документы подтверждающие прекращение предыдущего брака, если таковой имел место; разрешение на вступление в брак до достижения брачного возраста, если лица (лицо) вступающие в брак являются несовершеннолетними.
Свидетельство о заключении брака содержит следующие сведения:
- фамилия (до и после заключения брака), имя, отчество, дата и место рождения, гражданство и национальность (если это указано в записи акта о заключении брака) каждого из лиц, заключивших брак;
- дата заключения брака;
- дата составления и номер записи акта о заключении брака;
- место государственной регистрации заключения брака (наименование органа записи актов гражданского состояния);
- дата и место выдачи свидетельства о заключении брака (наименование органа записи актов гражданского состояния)[8].